# Marco Júnio Pera
Marco Júnio Pera (em latim: Marcus Iunius Pera) foi um político da gente Júnia da República Romana eleito cônsul em 230 a.C. com Marco Emílio Bárbula. Foi nomeado ditador em 216 a.C.. Era filho de Júnio Bruto Pera.

## Consulado (230 a.C.)
Foi eleito cônsul em 230 a.C. com Marco Emílio Bárbula.  Os dois conduziram a guerra contra os ligúrios. Segundo Zonaras, os cartagineses estavam dispostos a iniciar uma nova guerra contra os romanos quando souberam desta campanha, mas foram dissuadidos quando estes invadiram em massa o "seu" território e foram recebidos como amigos e aliados. Trata-se, obviamente, de um erro grosseiro e, muito provavelmente, Zonaras queria referir-se aos gauleses e não aos cartagineses, pois, como conta Plutarco, naquele ano os gauleses já estavam prestes a iniciar uma guerra por causa da aprovação da Lex Flaminia, que redistribuiu entre os romanos as terras gauleses à volta de Arímino (moderna Rimini).
Neste mesmo ano, o embaixador romano enviado ao Reino da Ilíria, Lúcio Coruncânio, foi assassinado por ordem da rainha Teuta, o que deu início à Primeira Guerra Ilírica.

## Censor (225 a.C.)
Em 225 a.C., foi censor com Caio Cláudio Centão.

## Segunda Guerra Púnica

### Ditadura (216 a.C.)
Em 216 a.C., depois do desastre da Batalha de Canas, foi nomeado ditador rei garendae causa juntamente com Marco Fábio Buteão, uma situação anômala resultado do desespero romano frente à derrota. O principal objetivo de Júnio Pera era repelir a invasão cartaginesa comandada por Aníbal Barca. É lembrado principalmente por que, durante seu mandato, com o objetivo de criar novas legiões rapidamente, arrolou não apenas escravos, mas também criminosos presos.
Foi o único ditador que chegou a ocupar o cargo de forma simultânea a outro, Buteão, nomeado mais tarde como ditador legendo senatui pelo cônsul Caio Terêncio Varrão. Este, cumprindo o dever para o qual foi eleito, nomeou mais 177 senadores romanos para repor os numerosos mortos nos primeiros anos da guerra contra os cartagineses e renunciou logo depois afirmando que Roma não podia ter dois ditadores ao mesmo tempo.
É importante lembrar que esta foi a última ocasião que se nomeou um ditador rei garendae causa, pois, a partir de 202 a.C., a ditadura caiu em desuso em Roma e foi substituída pelo senatus consultum ultimum, que dava autorização para, em caso de emergência, que cônsules eleitos tomassem qualquer ação necessária para garantir a integridade da República Romana.
Pera retornou a Roma no final de seu mandato para conduzir a eleição dos novos cônsules e convocou a assembleia que elegeu Lúcio Postúmio Albino e Tibério Semprônio Graco. Logo depois, seguiu para a Campânia para invernar com o exército acampado em Teanum Sidicinum.

## Gladiadores
Segundo Lívio, Marco Júnio Pera e seu irmão, Décimo, são considerados historicamente como os pioneiros na retomada do velho costume etrusco de realizar sacrifícios humanos para homenagear um familiar falecido. Segundo Lívio, depois da morte do pai em 264 a.C., o famoso político romano Júnio Bruto Pera, os dois decidiram homenageá-lo ressuscitando um costume que consistia na luta (na época, improvisada) de gladiadores (supostamente escravos) que deveriam morrer honrosamente lutando na arena. Esta tradição era conhecida como múnus. Este espetáculo oferecido pelos irmãos Júnio Pera é conhecido como primeiro múnus da história do Império Romano e o início do que transformar-se-ia, ao longo dos anos, nos "jogos romanos", cujo resultado mais vistoso é o Coliseu. Esta primeira luta ocorreu no Fórum Boário.
Naquele dia, Décimo e Marco homenagearam o pai com três pares de gladiadores que lutaram até morte, rendendo a oferta de sangue requerida pelo antigo costume etrusco. Depois deste evento, todas as famílias nobres romanas passaram a seguir o exemplo e o costume se espalhou por todos os domínios romanos.